# 爱如少年
中国大陆摇滚歌手许巍在2008年10月15日推出的一张专辑，这也是许巍的第五张个人专辑。
相比于2004年发行的上一张专辑《每一刻都是崭新的》，这张专辑更加宁静，体现了许巍在近年对生活的真实感悟。
专辑由金牌大风推出，其封面上的许巍让人感受到了他的变化，从绝版青春系列演唱会后，许巍选择剪去了象征摇滚的长发，在他2006年初发行的《在路上……》翻唱专辑的MV里，我们已经可以看到他的发型已经有了显著的变化